# او به خواسته‌اش رسید
او به خواسته‌اش رسید (انگلیسی: She Got What She Wanted) یک فیلم کمدی-درام ناطق پیشا-کد آمریکایی محصول سال ۱۹۳۰ است. کارگردانی فیلم را جیمز کروز برعهده دارد و همسر بازیگرش بتی کامپسن در این فیلم به ایفای نقش پرداخته است. این محصول برای تیفانی پیکچرز ساخته شد، در زمانی که کروز و کامپسن به تازگی فیلم گابوی بزرگ (۱۹۲۹) را به پایان رسانده بودند.

## بازیگران
- بتی کامپسن در نقش ماهینا
- لی تریسی در نقش ادی
- آلن هیل در نقش دیو
- گستون گلس در نقش بوریس
- دوروتی کریستی در نقش اولگا
- فرد کلسی در نقش دوگان

## وضعیت نگهداری
«او به خواسته‌اش رسید» در حال حاضر یک فیلم گمشده محسوب می‌شود.